# Jiří Plantagenet
Jiří Plantagenet, 1. vévoda z Clarence (21. října 1449 – 18. únor 1478) byl synem Richarda Plantageneta, vévody z Yorku a Cecílie Nevillové, bratr králů Eduarda IV. a Richarda III. Byl důležitou osobou ve válce růží.

## Životopis
Narodil se 21. října 1449 v Dublinu v době, kdy jeho otec Richard zahájil boj s Jindřichem VI. o anglický trůn. Byl třetím ze čtyř synů, kteří se dožili dospělosti. Po smrti svého otce a nástupu svého bratra Eduarda na trůn mu byl roku 1461 udělen titul vévody z Clarence. 11. července 1469 se oženil s Isabelou Nevillovou, starší dcerou Richarda Neville, hraběte z Warwicku (tvůrce králů).
Jiří aktivně podporoval svého staršího bratra v nároku na anglický trůn, ale poté co se oženil, začal proti němu bojovat. Když jeho tchán Warwick upadl v nemilost a unikl do Francie, aby se tam spojil s Markétou manželkou svrženého krále Jindřicha a následoval ho. Spolu s ním odjela do Francie i jeho těhotná manželka Izabela. Po krátké době Jiří zjistil, že jeho oddanost tchánovi mu není moc platná. Warwick se dohodl s Markétou na tom, že se pokusí vrátit Jindřicha VI. na anglický trůn a jako potvrzení této dohody byl uzavřen sňatek mezi Eduardem, synem Markéty a Jindřicha, a nejmladší Warwickovou dcerou Annou. Možnost, že by Warwick pomohl odstranit Eduarda a místo něho by na trůn pomohl Jiřímu, se tak stala málo pravděpodobnou. Jindřich se odměnil Jiřímu tím, že ho stanovil dalším v pořadí nástupnictví na anglickém trůnu po svém synovi Eduardovi.
Warwickova snaha vrátit Jindřicha na trůn byla neúspěšná a Warwick sám byl zabit v bitvě u Barnetu. Jiří se se svým bratrem Eduardem usmířil, ale jeho hlavním soupeřem ve snaze dosáhnout na trůn se stal jeho mladší bratr Richard, vévoda z Gloucesteru, který se oženil s Annou Nevillovou. Roku 1475 se Jiřímu narodil prvorozený syn Eduard, pozdější hrabě z Warwicku.

## Smrt
Nevillovy sestry byly dědičkami obrovského panství po své matce a oba bratři Jiří i Richard se o toto dědictví ucházeli. Jiří byl obviněn ze spiknutí proti svému bratrovi Eduardovi a uvězněn v Toweru. Byl odsouzen za zradu a 18. února 1478 soukromě popraven. Podle pověsti byl utopen v sudu vína.
Tato informace může pocházet z jeho pověsti jako velkého pijáka. Později byly exhumovány ostatky, u nichž se předpokládá, že patřily Jiřímu a nenesly žádné známky popravy, způsobu usmrcení běžného v té době pro šlechtice jeho postavení. Dalším pramenem této pověsti může být způsob přepravy jeho ostatků do opatství v sudu vína, podobně jako bylo dopraveno v sudu brandy tělo Horatio Nelsona. Jeho žena Izabela zemřela roku 1476 a oba jsou pochováni v Tewkesburském opatství v Gloucestershire.